# Jean-Pierre Borlée
Jean-Pierre Borlée (31 oktober 1947 - augustus 1992) was een Belgische atleet, die gespecialiseerd was in de sprint en het hordelopen. Hij nam eenmaal deel aan de Europese kampioenschappen en veroverde in drie verschillende disciplines in totaal drie Belgische titels.

## Biografie
Jean-Pierre Borlée was de oudste broer van Jacques. Hij werd in 1971 Belgisch kampioen op de 100 m en de 200 m. Hij nam dat jaar deel aan de Europese kampioenschappen. Zowel op de 200 m als de 4 x 400 m werd hij uitgeschakeld in de reeksen. In 1977 volgde nog een titel op de 400 m horden.
Jean-Pierre Borlée overleed in 1992 aan de gevolgen van leukemie.

### Clubs
Jean-Pierre Borlée was aangesloten bij Racing White en Racing Club Brussel. Bij deze laatste club werd hij voorzitter. Na zijn dood organiseerde deze club de Grand Prix Jean-Pierre Borléé.

## Belgische kampioenschappen
| Onderdeel    | Jaar |
| ------------ | ---- |
| 100 m        | 1971 |
| 200 m        | 1971 |
| 400 m horden | 1977 |

## Persoonlijke records
| Onderdeel    | Prestatie | Datum           | Plaats  |
| ------------ | --------- | --------------- | ------- |
| 100 m        | 10,5 s    | 1 augustus 1971 | Brussel |
| 200 m        | 21,5 s    | 1 augustus 1971 | Brussel |
| 400 m horden | 52,46 s   | 19 juni 1976    | Wenen   |

## Palmares

### 100 m
- 1971:  BK AC - 10,5 s

### 200 m
- 1971:  BK AC - 21,5 s
- 1971: 5e in reeks EK in Helsinki - 21,7 s

### 4 x 400 m
- 1971: 5e in reeks EK in Helsinki - 3.07,8

### 400 m horden
- 1977:  BK AC - 53,73 s